# El Naranjal, Chiconquiaco
El Naranjal är en ort i Mexiko.   Den ligger i kommunen Chiconquiaco och delstaten Veracruz, i den sydöstra delen av landet, 250 km öster om huvudstaden Mexico City. El Naranjal ligger 1 091 meter över havet och 2014 var antalet invånare cirka 100.
Terrängen runt El Naranjal är bergig åt nordväst, och kuperad åt sydost. Runt El Naranjal är det ganska tätbefolkat, med 75 invånare per kvadratkilometer. Närmaste större samhälle är Naolinco de Victoria, 19,6 km sydväst om El Naranjal. I omgivningarna runt El Naranjal växer i huvudsak städsegrön lövskog.